# Катарина Хакер
Катарина Хакер (на немски: Katharina Hacker) е германска писателка и преводачка, авторка на романи, разкази и есета.

## Биография
Катарина Хакер е родена на 11 януари 1967 г. във Франкфурт на Майн. От 1975 до 1986 г. учи в хуманитарна гимназия в родния си град. От 1986 г. следва философия, история и юдаистика в университета на Фрайбург.
През 1990 г. продължава обучението си в Еврейския университет в Йерусалим. Успоредно с това работи като преподавателка по немски език и в School for Cultural Studies в Тел Авив. Завършва следването си без академична титла.
След 1996 г. Хакер живее като писателка на свободна практика в Берлин.
През 2006 г. романът ѝ „Беднячката“ („Die Habenichtse“) е отличен с „Немската награда за книга“.
През октомври 2013 г. Катарина Хакер влиза в литературния съвет на дигиталния проект Фикция, който изследва промените, настъпващи с дигитализацията на високохудожествена литература.

## Награди и отличия
- 2001: Aufenthaltsstipendium für Schloss Wiepersdorf
- 2005: Stadtschreiberin von Bergen-Enkheim
- 2006: „Немска награда за книга“
- 2006: „Дюселдорфска литературна награда“
- 2010: „Награда Щефан Андрес“